# Monte Suarez
Il Monte Suarez (in lingua inglese: Mount Suarez) è una montagna antartica, alta 2.360 m, situata appena a oriente della linea di divisione tra i ghiacciai Van Reeth e Robison nei Monti della Regina Maud, in Antartide.   
Il monte è stato mappato dall'United States Geological Survey (USGS) sulla base d ispezioni in loco e foto aeree scattate dalla U.S. Navy nel periodo 1960-64.
La denominazione è stata assegnata dall'Advisory Committee on Antarctic Names (US-ACAN) in onore del luogotenente Ralph Suarez, della U.S. Navy, navigatore di volo dello Squadron VX-6 durante l'Operazione Deep Freeze del 1965, 1966 e 1967.